# Das Gift des Zweifels
Das Gift des Zweifels (Originaltitel: Cruel Doubt) ist ein US-amerikanisches, zweiteiliges Filmdrama nach einer wahren Begebenheit aus dem Jahr 1992. Regie führte Yves Simoneau, das Drehbuch schrieb John Gay anhand des Buches Cruel Doubt von Joe McGinniss. Der Film wurde für NBC produziert.

## Handlung
In einer Kleinstadt in North Carolina werden Bonnie von Stein und ihr Mann eines nachts in ihrem Haus brutal überfallen. Während Bonnie von eintreffenden Polizeibeamten schwer verletzt vorgefunden wird, können sie bei Leith nur noch den Tod feststellen. Ihre nebenan schlafende Tochter Angela blieb unverletzt und hat von dem Überfall gar nichts bemerkt. Ihr Bruder Chris, der an der Uni studiert, wird verständigt und eilt umgehend zu seiner Mutter ins Krankenhaus. Der den Mord untersuchende Beamte, Detective John Taylor, vermutet einen gezielten Mordanschlag. Da Leith von Stein kürzlich eine größere Erbschaft gemacht hat, sieht Tayler darin das Mordmotiv.
Ein aufmerksamer Bürger meldet dem Detective ein Feuer, das er in der Tatnacht an einem Teich gesehen hatte. Taylor findet in den Ascheresten eine Stichwaffe – vermutlich das Tatwerkzeug – und eine handgeschriebene Karte aus der eindeutig hervorgeht, dass jemand den mutmaßlichen Tätern einen Plan für das Haus der von Steins gezeichnet hatte.
Stiefsohn Chris Pritchard neigt neben seinem Studium zum Drogenkonsum und beschäftigt sich viel mit Videospielen. Da das von ihm derzeit bevorzugte Spiel nahezu mit dem Tatablauf übereinstimmt, wird er zum Hauptverdächtigen. Er wird Wochen nach dem Mord verhaftet und beschuldigt mit seinen Freunden Henderson und Upchurch seinen Stiefvater getötet zu haben, um an dessen Erbe in der Höhe von zwei Millionen Dollar zu gelangen. Hauptbelastungspunkte sind die Aussage einer seiner Freunde und die in Tatortnähe gefundene Skizze, die eindeutig Chris Handschrift trägt.
Chris Aussagen widersprechen sich, was er mit seinen Drogenproblemen erklärt. Die Skizze hätte er im Zuge seiner Videospiele angefertigt, weil sie dafür nötig gewesen wäre. Sie sei nicht dazu bestimmt gewesen irgendjemanden zu seinem Elternhaus zu schicken. Die Ermittler widerlegen ihm jedoch diese Darstellung und aufgrund seiner psychischen Verfassung, wird er in eine entsprechende Klinik eingewiesen. Nach seinen dortigen Gesprächen hält der behandelnde Arzt Chris für akut selbstmordgefährdet. Er plädiert dafür seine Mutter, die noch immer an die Unschuld ihres Sohnes glaubt, endlich die Wahrheit zu sagen. Chris Anwalt spricht sich dagegen aus, da Bonnie von Stein vor Gericht dann nicht mehr für ihren Sohn aussagen könnte. Der Arzt warnt den Anwalt, weil Chris dann nicht nur eine Gefahr für sich selber wäre, sondern auch für dessen Mutter. Das möchte der Anwalt nicht riskieren und organisiert ein Gespräch zwischen Mutter und Sohn. Bonnie von Stein versichert ihrem Sohn, dass sie ihn bedingungslos lieben würde, egal was geschehen wäre. Chris gesteht am Ende mitschuldig zu sein, da er seinen Freunden verraten hätte, wie reich seine Eltern wären und das er nach ihrem Tod alles erben würde. Außerdem würde das gleichzeitig viele Punkte in ihrem Videospiel bringen.
Beim Gerichtstermin wird Chris Mutter mit dessen Freunden Henderson und Upchurch konfrontiert. Entgegen der Anklageschrift, die Hendersen nur als Fahrer des Wagens zum Haus der Steins beschuldigt, meint Bonnie in ihm den eigentlichen Täter zu erkennen, doch ist sie sich dabei nicht sicher. Nach dem detaillierten Geständnis von Henderson und Upchurch bekommt auch die Staatsanwaltschaft Zweifel an dem geschilderten Tathergang. Dennoch wird James Upchurch am Ende als Haupttäter zum Tode verurteilt. Neal Henderson erhält eine langjährige Gefängnisstrafe und auch Chris wird wegen Beihilfe zum Mord an Leith von Stein und versuchtem Mord an Bonnie von Stein schuldig gesprochen. Als Anstifter zu den Taten wird er zu Lebenslanger Freiheitsstrafe verurteilt. In seinem Schlusswort vor Gericht entschuldigt sich Chris bei seine Familie.

## Kritiken
Paul Cardwell junior schrieb in der Studie The Attacks on Role-Playing Games (veröffentlicht in: Skeptical Inquirer, Vol. 18, Nr. 2/1994, Seiten 157–165), nachdem dieser und ein anderer Film über den Mordfall ausgestrahlt würden, habe es weitere ähnliche Morde gegeben. Die Darstellungen in diesem Film seien besser als in dem anderen.
Obwohl der Film viel Aufmerksamkeit auf den Mord gelenkt hat, haben Spieler des Videospiels Dungeons & Dragons ihn dafür kritisiert, dass er unfairerweise dem Spiel die Schuld für die Morde gegeben hat, denn der Film zeigte in einer Filmszene das eigentliche Regelbuch der Erstausgabe von Advanced Dungeons & Dragons (das bis dahin ein millionenschwerer Bestseller war) und darauf einen Ork mit einem Dolch und Rucksack ähnlich denen Requisiten in dem geschehenen Mord.

## Auszeichnungen
Der Film wurde im Jahr 1992 als Herausragende Miniserie und für die Kulissen für den Emmy nominiert. Francine Maisler erhielt im Jahr 1992 den Preis Artios der Casting Society of America.

## Hintergründe
Die Erstausstrahlung erfolgte im Programm der NBC in zwei Teilen; am 17. Mai 1992 und am 19. Mai 1992. Die Ereignisse wurden ebenfalls im Fernsehfilm Das vierte Gebot aus dem gleichen Jahr mit Sharon Gless und William McNamara verfilmt.